# Sanpaku
Sanpaku gan (三白眼?) o Sanpaku (三白?) si origina da un termine cinese,  nonché da un termine giapponese che significa letteralmente "tre bianchi" o "tre vuoti". In inglese ci si riferisce ad esso con il termine "occhi di Sanpaku". Il termine viene usato per indicare una persona i cui occhi hanno il bianco visibile al di sotto dell'iride, quindi a persone in cui l'iride è di dimensioni relativamente modeste, in modo tale che copre solo circa i due terzi (o meno) dell'asse verticale dell'occhio.

## Miti e riferimenti
Nella tradizione cinese quando il fondo della parte bianca dell'occhio, vale a dire la sclera, è visibile ci si riferisce ad esso con il termine Yin Sanpaku. 
Esso rappresenterebbe uno squilibrio fisico nel corpo, e sarebbe ben evidente negli alcolisti, nei tossicodipendenti e nelle persone che hanno un consumo eccessivo di zuccheri o grano. 
Viceversa quando la sclera superiore è visibile ci si riferisce ad essa con il termine Yang Sanpaku.  Questo sarebbe un indicatore di squilibrio mentale e sarebbe ben evidente nei soggetti psicotici, negli assassini, e negli individui inclini alla collera. Stress e affaticamento possono essere ulteriori cause di Yang Sanpaku.
John Lennon ha citato sanpaku nella sua canzone del 1973 Aisumasen (I'm Sorry) nell'album Mind Games. Esiste anche un breve riferimento in Neuromancer di William Gibson, così come in Michael Franks nella canzone del 1979 Sanpaku.

## Scetticismo riguardo a Sanpaku
Non vi è attualmente alcuna prova scientifica che sostenga l'effettiva esistenza del fenomeno occhi sanpaku.

La ricerca del termine “sanpaku” effettuata su PubMed, il database bibliografico contenente informazioni sulla letteratura scientifica biomedica, non porta alla visualizzazione di alcun risultato su riviste mediche oppure psicologiche.
Il divulgatore del fenomeno degli occhi sanpaku, George Ohsawa, non ha avuto alcuna formazione in campo medico, e quindi non è qualificato per effettuare diagnosi o previsioni di tipo medico. Similmente Ohsawa inoltre non fornisce spiegazioni per i collegamenti tra presunti particolari disturbi fisici, disturbi mentali, tipi di personalità e le diverse tipologie di sanpaku (ad esempio: perché è esattamente un sclera superiore visibile indicativo di psicosi?). Ohsawa riferisce anche che alcuni personaggi famosi con gli occhi sanpaku, come la Principessa Diana, Marilyn Monroe, James Dean, Martin Luther King, Abraham Lincoln e John F. Kennedy, e insinua che la loro scomparsa sia in qualche modo legata alla sclera visibile sotto i loro occhi.